# 사적

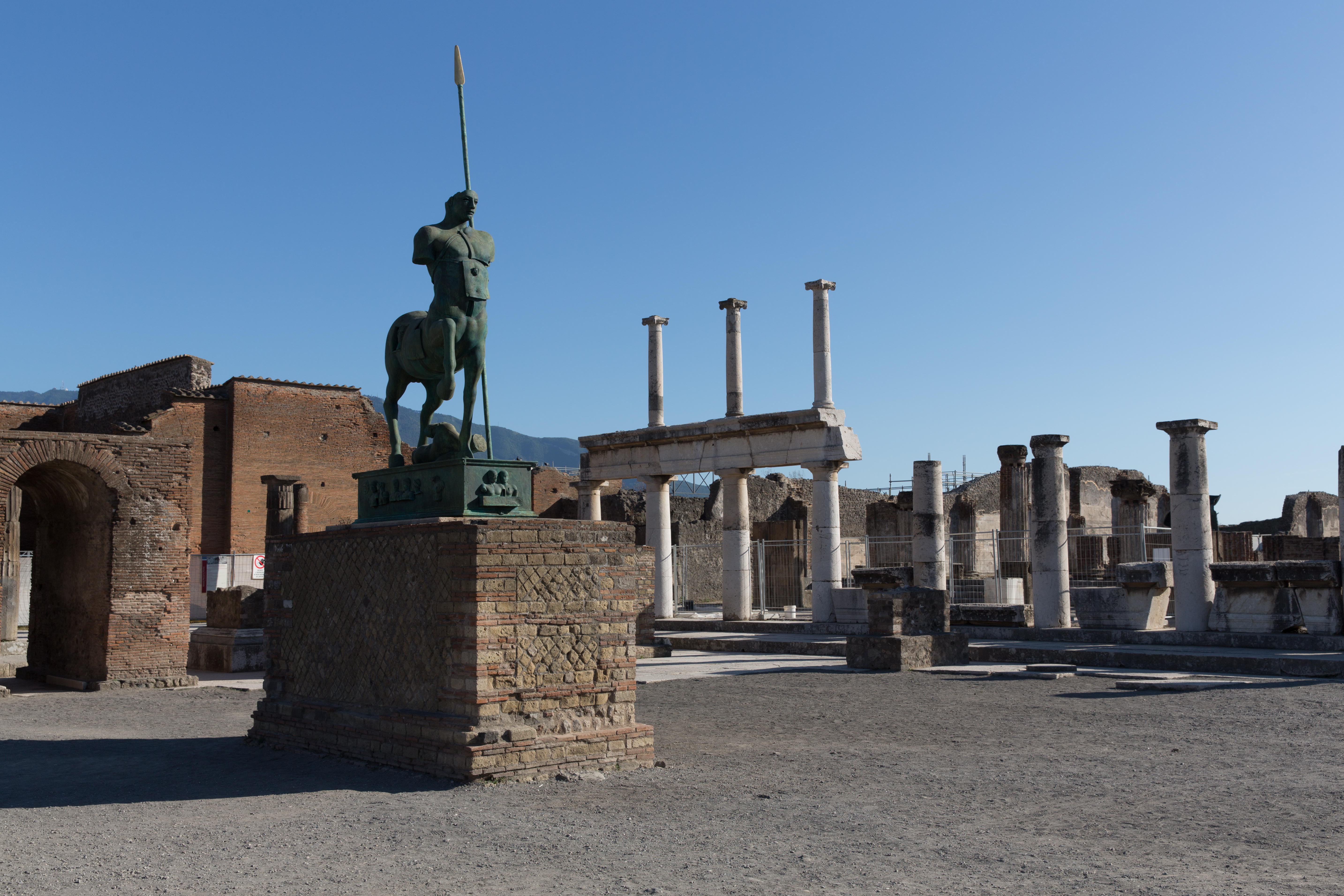
고대 로마 폼페이시는 유럽에서 가장 잘 알려진 사적의 하나이다.

사적(史蹟)은 역사적으로 중요한 장소를 의미한다. 또한, 이러한 사적은 정부나 국가에서 법적으로 문화재로 지정하기도 한다.

## 대한민국 문화재보호법에서의 사적
'문화재보호법' 제6조에 따르면 "문화관광부 장관은 문화재위원회의 심의를 거쳐 기념물 중 중요한 것을 사적·명승 또는 천연기념물로 지정할 수 있다"고 규정되어 있다. 사적은 선사시대의 유적·고분, 제사와 신앙에 관한 유적, 정치 및 전쟁에 관한 유적, 산업·교통·토목 관계 유적, 분묘와 비석 등으로 분류된다. 2003년 기준으로 대한민국에서 문화재로 지정된 사적은 약 437가지이다.

## 같이 보기
- 대한민국의 사적